# Chris Hemsworth

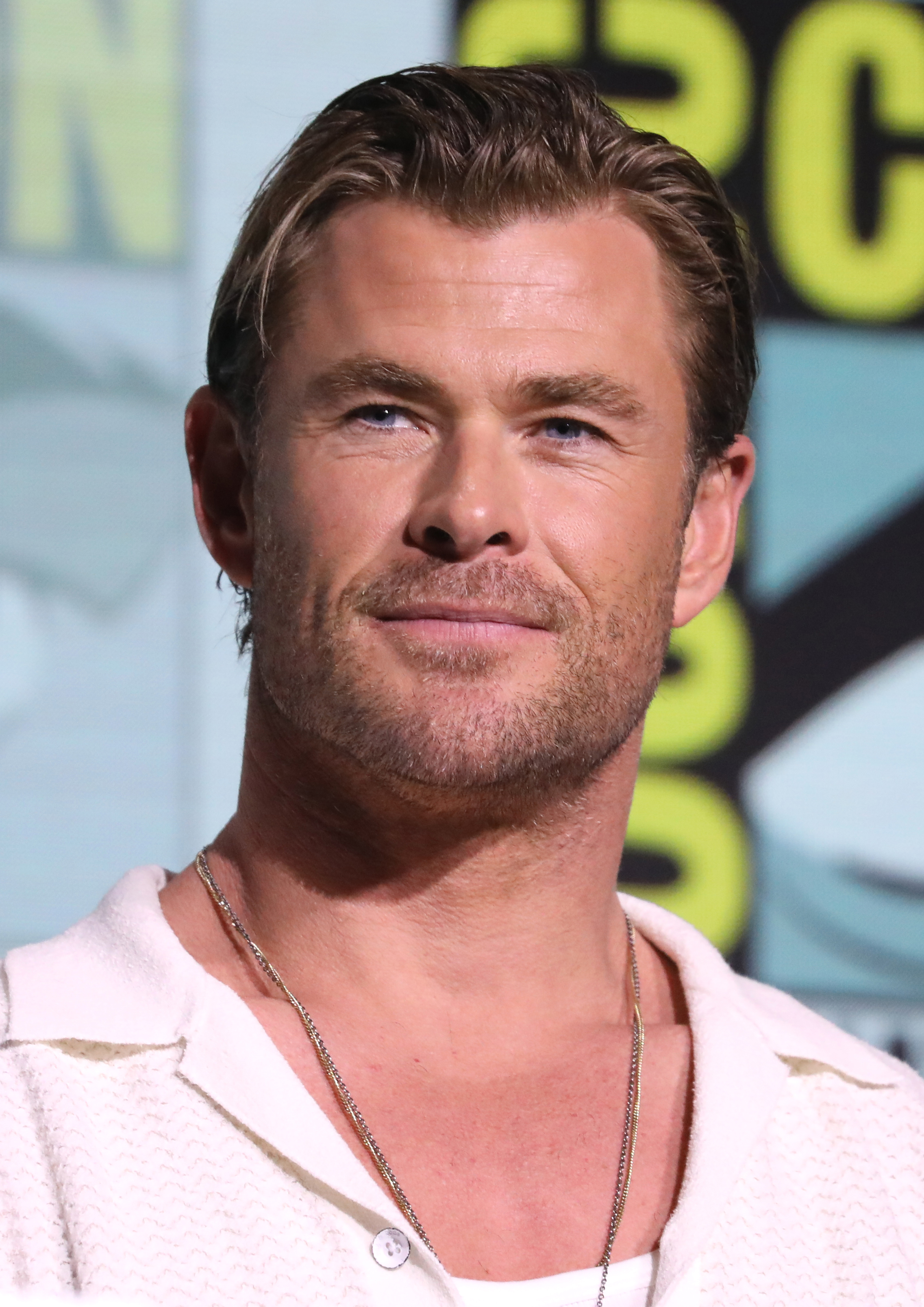
Chris Hemsworth auf der San Diego Comic-Con 2024

Christopher Bruce „Chris“ Hemsworth, AM (* 11. August 1983 in Melbourne, Victoria) ist ein australischer Schauspieler. Nationale Bekanntheit erlangte er durch seine Rolle als Kim Hyde in der Seifenoper Home and Away, bevor er durch die Rolle des Thor in den Filmen des Marvel Cinematic Universe auch international bekannt wurde.

## Leben und Karriere
Chris Hemsworth wurde als Sohn von Nachfahren europäischer Einwanderer in Melbourne, Australien, geboren. Er machte seinen Abschluss am Heathmont Secondary College.
Nach einigen Gastauftritten in australischen Fernsehserien spielte er von 2004 bis 2007 in der australischen Seifenoper Home and Away den Kim Hyde. Für die Rolle erhielt er den Logie Award. Währenddessen trat er auch in der australischen Version von Strictly Come Dancing auf. Im Star-Trek-Film von 2009 verkörperte er George Kirk, den Vater des späteren Captain James T. Kirk. Hemsworth stand 2009 für den Horrorfilm The Cabin in the Woods vor der Kamera, der erst nach zwei Jahren (Dezember 2011) veröffentlicht wurde.
Im Jahr 2011 stellte Hemsworth in der Marvel-Comicverfilmung Thor den titelgebenden Helden dar, so auch in der Verfilmung des Superhelden-Comics Die Rächer aus dem Jahr 2012 unter dem Titel Marvel’s The Avengers. Im selben Jahr spielte er die Rolle des Huntsman in der Märchenverfilmung Snow White and the Huntsman an der Seite von Kristen Stewart als Snow White und Charlize Theron als Königin. In der 2013 erschienenen Fortsetzung von Thor unter dem Titel Thor – The Dark Kingdom stellte Hemsworth erneut den Titelhelden dar. Auch 2015 und 2017 trat er als Thor in Avengers: Age of Ultron und in Thor: Tag der Entscheidung, dem dritten Solofilm, auf. Ebenso wirkte er in derselben Rolle in den Actionfilmen Avengers: Infinity War (2018) und Avengers: Endgame (2019) mit. Im Drama Im Herzen der See verkörperte er den Nantucket-Seefahrer Owen Chase. Neben weiteren Auftritten im Marvel Cinematic Universe war er im Anschluss auch in verschiedenen Komödien und Actionfilmen zu sehen. Bei Tyler Rake: Extraction (2019), in dem er auch die Hauptrolle übernahm, war er erstmals auch als Filmproduzent tätig.
Im Jahr 2017 wurde er in die Academy of Motion Picture Arts and Sciences (AMPAS) aufgenommen, die jährlich die Oscars vergibt.
Seine deutsche Synchronisation übernimmt seit 2011 Tommy Morgenstern. In Star Trek (2009) lieh ihm Björn Schalla seine Stimme.
Bei den 46th US-People’s Choice Awards gewann der Schauspieler in der Kategorie The Action Movie Star of 2020.

## Persönliches
Chris Hemsworth ist der ältere Bruder des Schauspielers Liam Hemsworth und der jüngere Bruder von Luke Hemsworth.
Seit Dezember 2010 ist er mit seiner Schauspielkollegin Elsa Pataky verheiratet. Zusammen haben sie eine Tochter und Zwillingssöhne.

## Filmografie (Auswahl)
- 2002: Guinevere Jones (Fernsehserie, drei Episoden)
- 2002: Nachbarn (Neighbours, Fernsehserie, eine Episode)
- 2002: Marshall Law (Fernsehserie, Episode 1x11)
- 2003: Der Sattelclub (The Saddle Club, Fernsehserie, Episode 2x17)
- 2004: Fergus McPhail (Fernsehserie, Episode 1x08)
- 2004–2007: Home and Away (Fernsehserie)
- 2009: Star Trek
- 2009: A Perfect Getaway
- 2010: Ca$h
- 2011: Thor
- 2012: The Cabin in the Woods
- 2012: Marvel’s The Avengers (The Avengers)
- 2012: Snow White and the Huntsman
- 2012: Red Dawn
- 2013: Rush – Alles für den Sieg (Rush)
- 2013: Thor – The Dark Kingdom (Thor: The Dark World)
- 2015: Blackhat
- 2015: Avengers: Age of Ultron
- 2015: Vacation – Wir sind die Griswolds (Vacation)
- 2015: Im Herzen der See (In the Heart of the Sea)
- 2016: The Huntsman & The Ice Queen (The Huntsman: Winter’s War)
- 2016: Ghostbusters (Ghostbusters: Answer the Call)
- 2016: Doctor Strange
- 2017: Thor: Tag der Entscheidung (Thor: Ragnarok)
- 2018: Operation: 12 Strong (12 Strong)
- 2018: Avengers: Infinity War
- 2018: Bad Times at the El Royale
- 2019: Avengers: Endgame
- 2019: Men in Black: International
- 2019: Jay and Silent Bob Reboot
- 2020: Tyler Rake: Extraction (Extraction, auch als Produzent)
- 2021: Loki (Fernsehserie, Episode 1x05, Stimme)
- 2021, 2023–2024: What If…? (Fernsehserie, sechs Episoden, Stimme)
- 2021: True Story (Fernsehminiserie, eine Episode)
- 2022: Interceptor
- 2022: Der Spinnenkopf (Spiderhead, auch als Produzent)
- 2022: Thor: Love and Thunder
- 2023: Tyler Rake: Extraction 2 (Extraction 2, auch als Produzent)
- 2024: Furiosa: A Mad Max Saga

## Auszeichnungen
- 2014: Sexiest Man Alive[8]
- 2021: Member des Order of Australia
- 2024: Stern auf dem Hollywood Walk of Fame (6819 Hollywood Blvd.)[9]